# Hipercor
Hipercor S.A. er en spansk hypermarkedskæde og et datterselskab til El Corte Inglés. De har 42 butikker i Spanien og hovedkvarter i Madrid.
Det første Hipercor hypermarked åbnede 5. september 1980 i Sevilla.